# Ladson
Ladson és una concentració de població designada pel cens dels Estats Units a l'estat de Carolina del Sud. Segons el cens del 2000 tenia 13.264 habitants.

## Demografia
Segons el cens del 2000, Ladson tenia 13.264 habitants, 4.571 habitatges i 3.560 famílies. La densitat de població era de 594,8 habitants/km².
Dels 4.571 habitatges en un 44,3% hi vivien nens de menys de 18 anys, en un 56,4% hi vivien parelles casades, en un 15,8% dones solteres, i en un 22,1% no eren unitats familiars. En el 15,9% dels habitatges hi vivien persones soles el 3% de les quals corresponia a persones de 65 anys o més que vivien soles. El nombre mitjà de persones vivint en cada habitatge era de 2,9 i el nombre mitjà de persones que vivien en cada família era de 3,22.
Per edats la població es repartia de la següent manera: un 31% tenia menys de 18 anys, un 9,7% entre 18 i 24, un 33,7% entre 25 i 44, un 20,7% de 45 a 60 i un 4,9% 65 anys o més.
L'edat mediana era de 31 anys. Per cada 100 dones de 18 o més anys hi havia 96,4 homes.
La renda mediana per habitatge era de 41.589 $ i la renda mediana per família de 44.726 $. Els homes tenien una renda mediana de 31.290 $ mentre que les dones 23.524 $. La renda per capita de la població era de 16.482 $. Entorn del 7,1% de les famílies i el 9,8% de la població estaven per davall del llindar de pobresa.

## Poblacions més properes
El següent diagrama mostra les poblacions més properes.